# ジャスティス・ペイン
ジャスティス・ペイン(Justice Pain、本名：クリストファー・ウィルソン(Christopher Wilson)、1978年5月16日 - 2020年1月24日） は、アメリカ合衆国出身の元プロレスラーである。同じくプロレスラーであるニック・ゲージことニック・ウィルソンは兄弟にあたる。

## 来歴
身長おおよそ178cm、体重おおよそ93kg。ニューヨーク州南部のヨンカーズ市に生まれ、ミスター・モーションという人物とジョン・ザンディグとからの訓練を受けたうえで、プロレスラーとしてデビューした。
コンバット・ゾーン・レスリングを主戦場として1999年から活動を続けるうちに、そのジュニアヘビー級王座、タッグ王座、アイアンマン王座、ヘビー級王座を幾度も獲得。 2000年にあっては、ワイフビーターと組んだうえで、ニュージャージー州を舞台にジョン・ザンディグとニック・ゲージから大日本プロレスのタッグ王座を奪取した。
ワイフビーターとともに『ヘイト・クラブ』というタッグチームを組んでもいたが、これはやがてニック・ゲージとネイト・ヘイトリッドへと受け継がれることとなった。
2007年に引退。2020年1月24日に死去したことがCZWなどから発表された。41歳没。

## 得意技
- アサイ・ムーンサルト[1]
- 回転式トペ・コン・ヒーロ[1]
- ベリー・トゥー・ベリー[1]
- ケブラーダ[1]
- スーパーキック[1]